# Nadia Khiari
Nadia Khiari é uma cartunista do Tunísia criadora da caricatura Willis from Tunis que é uma sátira política sobre o país. A sátira foi criada em 2001 após a revolução na Tunísia que permitiu a liberdade de expressão e críticas ao governo e retrata um gato desobediente e franco sobre a situação política do país. Em 2016, foi incluída na lista de 100 mulheres mais inspiradoras e influentes pela BBC deste ano.